# Roy Kinnear
Ne doit pas être confondu avec Rory Kinnear.
Roy Kinnear est un acteur anglais, né Roy Mitchell Kinnear à Wigan (Comté du Grand Manchester, Lancashire) le 8 janvier 1934, mort d'une crise cardiaque à Madrid (Espagne) le 20 septembre 1988.

## Biographie
Roy Kinnear débute au théâtre dans les années 1950, après sa formation à la Royal Academy of Dramatic Art de Londres[réf. souhaitée], et joue sur scène jusqu'en 1988.
Au cinéma, s'il apparaît dans deux films en 1944 et 1955, sa carrière démarre véritablement en 1960 et se poursuit jusqu'à son décès prématuré à l'hôpital en 1988, à la suite d'une chute de cheval, durant le tournage en Espagne du Retour des Mousquetaires (sorti en 1989), dans lequel il interprétait pour la troisième fois le rôle de Planchet, à chaque fois sous la direction de Richard Lester, avec lequel il collabore à plusieurs reprises (le réalisateur, très marqué par ce décès, prend alors sa retraite[réf. souhaitée]).
À la télévision, il joue dans des séries et téléfilms, entre 1961 et sa mort en 1988.
Son fils Rory est aussi acteur.

## Filmographie partielle

### Au cinéma
- 1960 : Les Dessous de la millionnaire (The Millionairess) d'Anthony Asquith (non crédité)
- 1962 : Sparrers Can't Sing (en) de Joan Littlewood
- 1963 : A Place to Go de Basil Dearden
- 1963 : L'Indic (The Informers) de Ken Annakin
- 1964 : French Dressing de Ken Russell
- 1965 : Help! de Richard Lester
- 1965 : La Colline des hommes perdus (The Hill) de Sidney Lumet
- 1966 : Le Forum en folie (A Funny Thing Happened on the Way to the Station) de Richard Lester
- 1966 : M.15 demande protection (The Deadly Affair) de Sidney Lumet
- 1967 : Comment j'ai gagné la guerre (How I won the War) de Richard Lester
- 1969 : L'Ultime Garçonnière (The Bed Sitting Room) de Richard Lester
- 1970 : Une messe pour Dracula (Taste the Blood of Dracula) de Peter Sasdy
- 1970 : Scrooge de Ronald Neame
- 1970 : Melinda (On a Clear Day you can see Forever) de Vincente Minnelli
- 1971 : Mercredi après-midi (Melody) de Waris Hussein : Mr. Perkins
- 1971 : Charlie et la Chocolaterie (Willy Wonka & the Chocolate Factory) de Mel Stuart
- 1972 : Alice au pays des merveilles (Alice's Adventures in Wonderland)
- 1972 : Le Joueur de flûte (The Pied Piper) de Jacques Demy
- 1973 : Les Trois Mousquetaires (The Three Musketeers) de Richard Lester
- 1974 : On l'appelait Milady (The Four Musketeers) de Richard Lester
- 1974 : Terreur sur le Britannic (Juggernaut) de Richard Lester L' animateur du bord
- 1975 : Le Frère le plus futé de Sherlock Holmes (The Adventures of Sherlock Holmes' Smarter Brother) de Gene Wilder
- 1975 : Royal Flash de Richard Lester
- 1977 : La Coccinelle à Monte-Carlo (Herbie goes to Monte Carlo) de Vincent McEveety
- 1977 : Mon « Beau » légionnaire (The Last Remake of Beau Geste) de Marty Feldman
- 1978 : La Folle Escapade (Watership Down) de Martin Rosen (voix)
- 1979 : The London Connection (The Omega Connection) de Robert Clouse : Bidley
- 1982 : Hammett de Wim Wenders
- 1982 : The Boys in Blue de Val Guest
- 1983 : Anna Pavlova (Анна Павлова) de Emil Loteanu : jardinier
- 1986 : Pirates de Roman Polanski
- 1989 : Le Retour des Mousquetaires (The Return of the Musketeers) de Richard Lester

### à la télévision
- 1964-1969 : Première série Chapeau melon et bottes de cuir (The Avengers) :
  - Saison 3, Épisode 25, Esprit de corps (titre original, 1964) de Don Leaver
  - Saison 4, Épisode 9, L'Heure perdue (The Hour that never was, 1965) de Gerry O'Hara
  - Saison 5, Épisode 4, L'Homme transparent (The See-Through Man, 1967) de Robert Asher
  - Saison 6, Épisode 33, Bizarre (titre original, 1969) de Leslie Norman
- 1987 : Casanova de Simon Langton (téléfilm)
- 1988 : Un homme pour l'éternité (A Man for All Seasons), téléfilm de Charlton Heston

## Théâtre (sélection)
(pièces, jouées au Royaume-Uni)
- 1960 : Sparrers can't sing de Stephen Lewis (à Stratford) (+ adaptation au cinéma en 1962 : voir filmographie ci-dessus)
- 1967-1968 : Comme il vous plaira (As you like it) de William Shakespeare, avec Ben Kingsley, Patrick Stewart (à Bristol)
- 1969-1970 : The Travails of Sancho Panza de James Saunders (à Londres)
- 1978-1979 : Beyond the Rainbow de Garinei et Giovannini (à Londres)
- 1983-1984 : The Clandestine Marriage de David Garrick, mise en scène par (et avec) Anthony Quayle (à Bath)
- 1984-1985 : La Duchesse de Malfi (The Duchess of Malfi) de John Webster, avec Jonathan Hyde (à Londres)
- 1985-1986 : The Critic de Richard Brinsley Sheridan, avec Jonathan Hyde (à Londres)
- 1985-1986 : Le Véritable Inspecteur Hound (The Real Inspector Hound) de Tom Stoppard, avec Jonathan Hyde (à Londres)
- 1985-1986 : La Cerisaie (The Cherry Orchard) d'Anton Tchekhov, avec Jonathan Hyde (à Londres)
- 1987-1988 : Un homme pour l'éternité (A Man for All Seasons) de Robert Bolt (à Londres et Bath, avec Charlton Heston, et au Festival du théâtre de Chichester) (+ adaptation à la télévision en 1988 : voir filmographie ci-dessus)

## Voix françaises
| - Jacques Marin dans : - La Colline des hommes perdus - M.15 demande protection - Une messe pour Dracula - Les Trois Mousquetaires - Mon « Beau » légionnaire - Philippe Dumat dans : - Le Joueur de flûte - La Coccinelle à Monte-Carlo - Antoine Marin dans : - Hammett - Le Retour des Mousquetaires | et aussi : - Roger Carel dans Le Forum en folie - Pierre Tornade dans Charlie et la Chocolaterie (1er doublage) - Francis Lax dans On l'appelait Milady - Albert Augier dans Terreur sur le Britannic - Jacques Dynam dans Le Frère le plus fûté de Sherlock Holmes - Marc Alfos dans Charlie et la Chocolaterie (2e doublage) |